# Stephen Harry Crandall
Stephen Harry Crandall (2 de dezembro de 1920 — 29 de novembro de 2013) foi um engenheiro estadunidense.
Foi professor de engenharia mecânica do Instituto de Tecnologia de Massachusetts (MIT), onde lecionou dinâmica e resistência dos materiais até aposentar-se, em 1991.
Publicou diversos livros sobre mecânica dos sólidos, vibrações e métodos numéricos. Foi discípulo de Den Hartog.
Foi agraciado com a Medalha Timoshenko, em reconhecimento a contribuições significativas para o campo da mecânica aplicada. 
Foi eleito para a Academia Nacional de Ciências dos Estados Unidos em 1993.

## Obras
- Crandall, Stephen H., Dahl, Norman C. -Editors, An Introduction to Mechanics of Solids, McGraw-Hill Book Company, New York, (1959)
- Crandall, Stephen H., Engineering Analysis. A Survey of Numerical Procedures, ISBN 978-0-07-013430-0 ISBN 0-07-013430-8, (1956)
- Crandall, Stephen H., Random Vibration, MIT PRESS, ISBN 978-1-124-06977-7, ISBN 112406977 (1959)